# دوره چهارم مجلس شورای اسلامی
انتخابات چهارمین دوره مجلس شورای اسلامی پس از انقلاب ۵۷، ۲۱ فروردین ۱۳۷۱ برگزار گردید و در تاریخ ۷ خرداد ۱۳۷۱ اولین جلسه مجلس برگزار گردید.
رییس مجلس علی اکبر ناطق نوری و نائب رئیسان حسن روحانی، سید علی اکبر پرورش، محمدعلی موحدی‌کرمانی، حسین هاشمیان بودند.